# 圣安东尼奥-迪帕杜瓦
圣安东尼奥-迪帕杜瓦是巴西里约热内卢州的一个市镇。总面积611.981平方公里，总人口42405人，人口密度69.3人/平方公里。